# واینان
واینان (به لاتین: Weinan) یک شهر مرکزی در جمهوری خلق چین است که در شاآنشی واقع شده‌است.

## خصوصیات
واینان ۴۱ کیلومترمربع مساحت و ۵٬۵۲۰٬۷۷۲ نفر جمعیت دارد.

## خواهرخوانده
شهر سگد خواهرخواندهٔ واینان هست.